# Дервиш Мехмед-паша
Дервиш Мехмед-паша (тур. Derviş Mehmed Paşa; умро 9. децембра 1606) је био велики везир за време владавине султана Ахмеда I, служио је као велики везир од 21. јуна 1606. до 9. децембра 1606.

## Биографија
Мехмед-паша је био српског порекла. Био је рођен као хришћанин, али је у данку у крви одведен у Османско царство где је прихватио ислам. Прво је постао Јањичар, а касније је био султанов коморник, све док га султан Ахмед I није прогласио за великог везира 1606. године.

## Смрт
Дервиш Мехмед-паша је убијен 9. децембра 1606. године. Џелати су га задавили по уласку у палату, по наређењу Ахмеда I.